# Oskar (film)
Pour les articles homonymes, voir Oskar.
Pour plus de détails, voir Fiche technique et Distribution.
Oskar est un film de comédie danois réalisé par Gabriel Axel et sorti en 1962.

## Fiche technique
- Titre original : Oskar
- Réalisation : Gabriel Axel
- Scénario : Bob Ramsing, d'après la pièce de théâtre Oscar de Claude Magnier traduite par Knud Poulsen
- Photographie : Henning Bendtsen
- Montage : Lars Brydesen
- Musique : Ib Glindemann
- Production : Erik Overbye
- Sociétés de production : Palladium Film
- Pays de production : Danemark
- Langue originale : danois
- Format : couleur
- Genre : comédie
- Durée : 81 minutes
- Dates de sortie :
  - Danemark : 12 octobre 1962

## Distribution
- Dirch Passer : Martin Kristiansen
- Ove Sprogøe : Bernhard Bang
- Birgitte Reimer : Mona Bang
- Lone Hertz : Vibeke Bang
- Ghita Nørby : Eva Hansen
- Judy Gringer : Tina
- Ebbe Langberg (da) : Oskar
- Axel Strøbye : Egon Larsen
- Vera Gebuhr : Charlotte
- William Bewer : Russisk chauffør

## Récompenses et distinctions
- (en) Oskar: Awards, sur l'Internet Movie Database